# Arístides Fernández Almagro

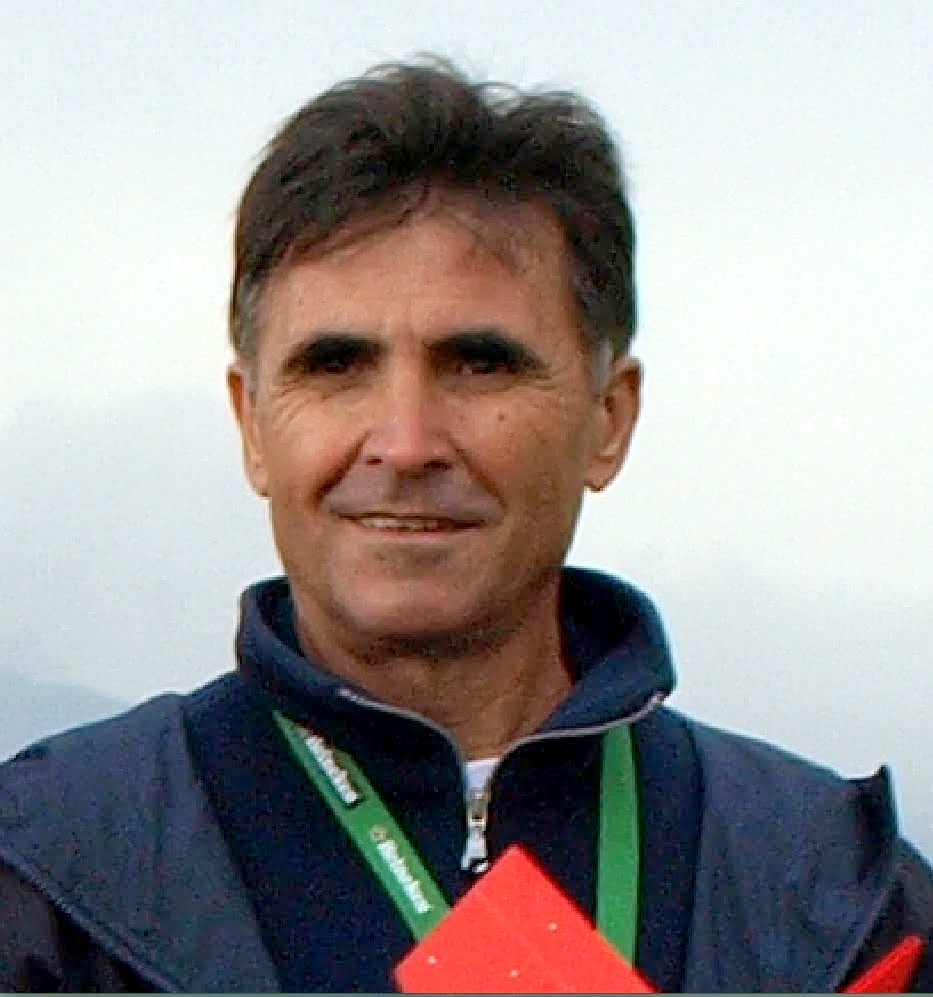
Arístides Fernández Almagro
ESP

Arístides Fernández Almagro (nacido en, Ciudad Real , 22 de enero de 1948 - Madrid, 9 de septiembre de 2011) fue aeromodelista español de gran prestigio.

## Biografía
Su padre se llamaba Arístides Fernández (sastre) y su madre Emiliana Almagro. Era el mediano de tres hermanos, la hermana mayor Hortensia y el hermano menor Mariano. Tuvo dos hijas, Mónica y María.
Obtuvo el título de Instructor de Aeromodelismo, emitido por el Ministerio del Aire (Subsecretaria de Aviación Civil - Dirección General de Navegación y del Transporte Aéreo - Formación Aeronáutica) con fecha 15 de febrero de 1969. Participó como miembro del equipo español en los Campeonatos del Mundo en la especialidad F1b (Vuelo Libre) los años 1967 en Sazena (Checoslovaquia), 1969 en Wiener Neustadt (Austria), 1971 Wiener Neustadt (Austria), 1979 en Taft (California) (EUA), 1981 en Burgos (España), 1985 en Livno (Yugoslavia) y en los Campeonatos Europeos de 1968 en Homburg Alemania Federal), 1982 en Zülpich (Alemania Federal), 1988 en Belgrado (Yugoslavia), así como en Campeonatos Continentales (Open Internacional). En los Campeonatos de España ha sido múltiples veces Campeón de España en la especialidad de F1a y F1b, además participó como director general y técnico de infinidad de pruebas de aeromodelismo de diversa índole.

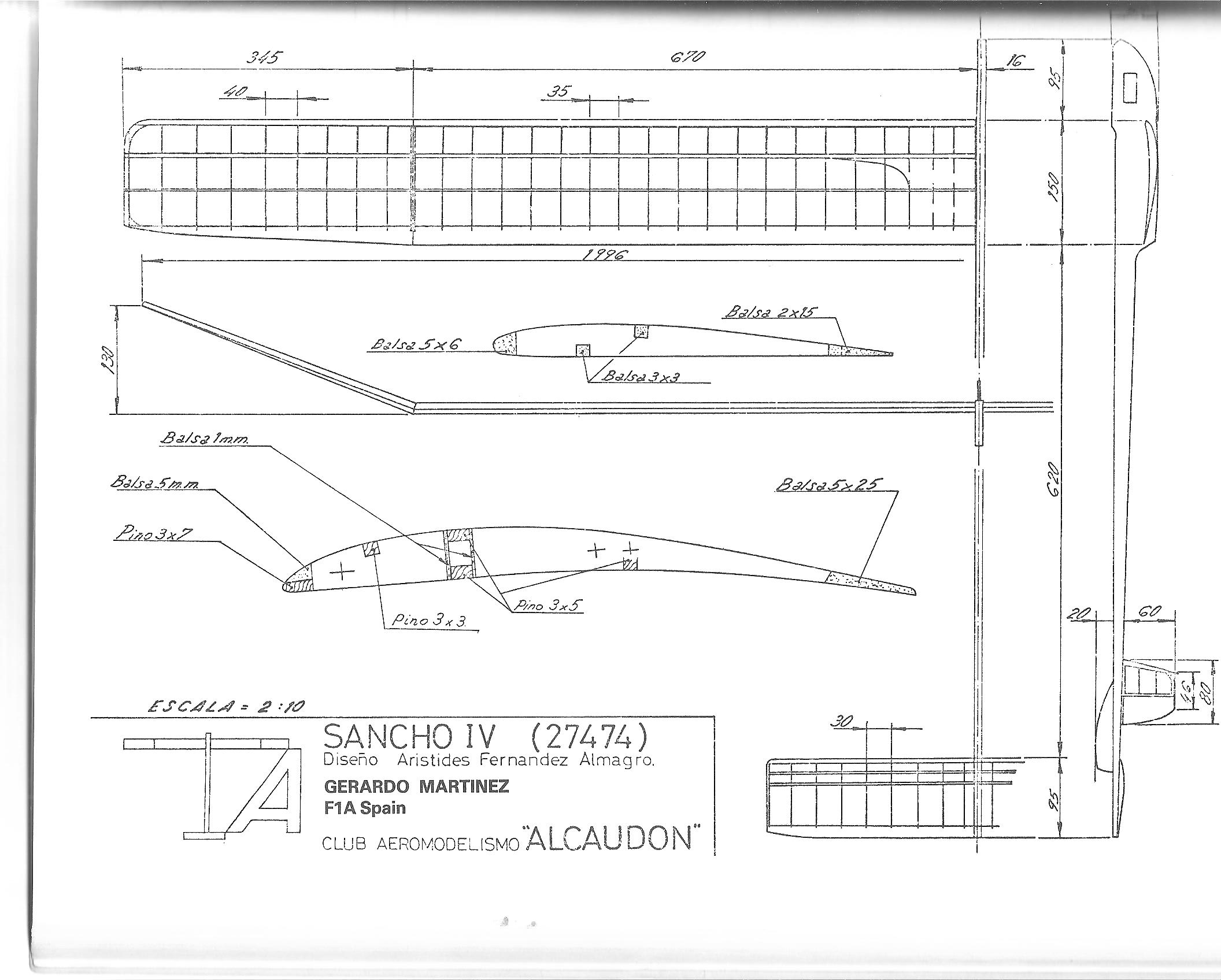
Velero A2 Sancho diseño de Arístides Fernández Almagro

Durante toda su vida fue un apasionado de la aeronáutica y especialmente del aeromodelismo en sus distintas facetas. Realizó diseños propios tanto para Vuelo Libre con los cuales participó y venció en numerosos concursos como para vuelo de radio control, en especialidades de veleros eléctricos. Sus diseños de veleros eléctricos de radio control (aristoplanos) se caracterizan por su construcción, sencilla y fácil así como sus buenas cualidades de vuelo. Gran parte de su vida la dedicó a la enseñanza y difusión del aeromodelismo, colaborando con la Universidad Nacional de Educación a Distancia  (UNED), con distintos centros de enseñanza secundaria y otros centros educativos.
Fue Presidente de la Federación Aérea Madrileña (FAM) de 1995 a 2006.  Durante su presidencia de la FAM desarrolló el Reglamento de las ligas madrileñas. Sistematizó la convocatoria de concursos vía correo electrónico y trató de implantar la inscripción vía correo electrónico (algo que hoy nos parece de lo más normal). Lideró y desarrolló la llamada "Liga 600", un tipo de concursos en los que se podía utilizar el motor Mabuchi 600 y una batería Ni-Cd o Ni-Mh de 7 elementos, esta liga tuvo actividad durante los años 2004 a 2008,  se convocaban unos 5 concursos al año con la asistencia de entre 20 y 25 participantes. Instauró la liga 400 durante los años 2005 y 2006, un tipo de concurso de iniciación en el que se podían utilizar motores Mabuchi 400,  se convocaron unos 3 concursos al año con una asistencia de 8 a 12 participantes.
Durante los años 2007 y 2008 (en paralelo con la fórmula 600) fue un impulsor de la llamada F5J Internacional (o de la máquina). Era un intento de evolución de la fórmula 600, que no llegó a buen puerto. Se basaba en asignar un tiempo de motor a los modelos en función de la relación empuje/peso. El empuje se medía con "la máquina". Se demostró que el empuje no era una medida objetiva al comenzarse a utilizar hélices intencionadamente con mucho paso, que en estático trabajaban en pérdida, y en vuelo daban más tracción. Se convocaron unos 5 concursos al año con la asistencia de entre 20 y 25 participantes.
Desde los años 2009 hasta el 2011 promocionó la llamada Fórmula F5J OPEN K4/K6, basada en la relación potencia/peso. El consumo se mide con una pinza amperimétrica, y la potencia no es más que el producto del consumo medido en amperios por la tensión nominal de la batería utilizada. Es la fórmula que entre 2009 y 2011 ha tenido más seguidores en la Comunidad de Madrid. Convocándose entre 4 y 5 concursos al año con la asistencia de entre 20 y 34 participantes. La fórmula K4/K6 en 2010 tuvo más de 74 participantes distintos.

## Palmarés deportivo contrastado
- 3.º en la categoría Juvenil de veleros A2. Concurso de Vuelo Libre García Morato de 1966.[4]
- 1.º en la categoría juvenil de Veleros A2. Concurso de Vuelo Libre García Morato de 1968.[5]
- 1.º en la categoría juvenil de Veleros A2. Concurso Nacional de España de 1968.[6]
- 1.º en veleros A2.  Concurso de Vuelo Libre San Isidro de 1968.[7]
- Campeón de España en clasificación absoluta de  Veleros A2 en 1970.[8]
- Miembro de la selección española de Vuelo Libre entre 1967 y 1988, en las especialidades veleros A2 y Wakefield.